# Жуан Боррель

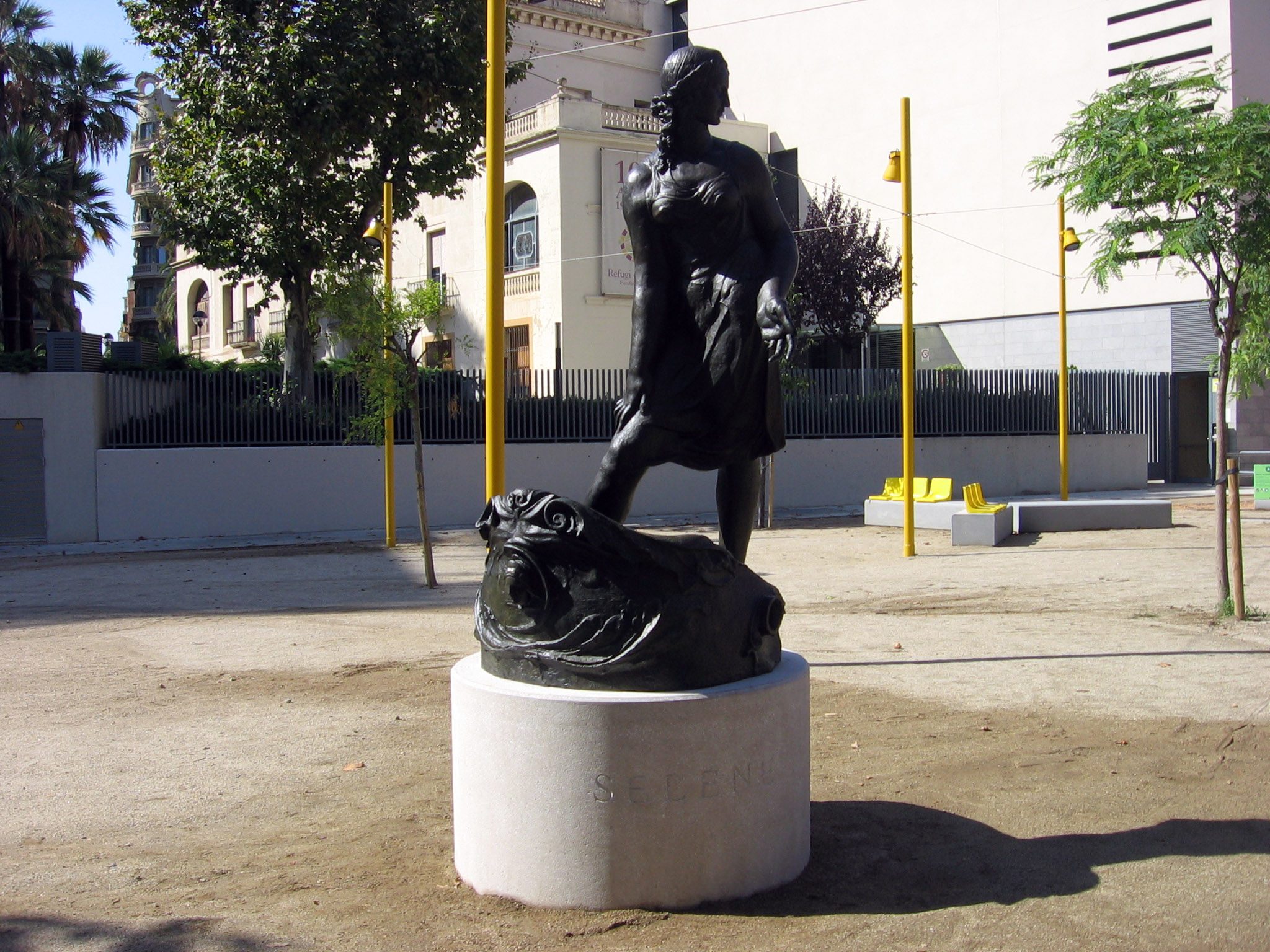
«Селена» (1929), Барселона (на теперішньому місці з 2014)

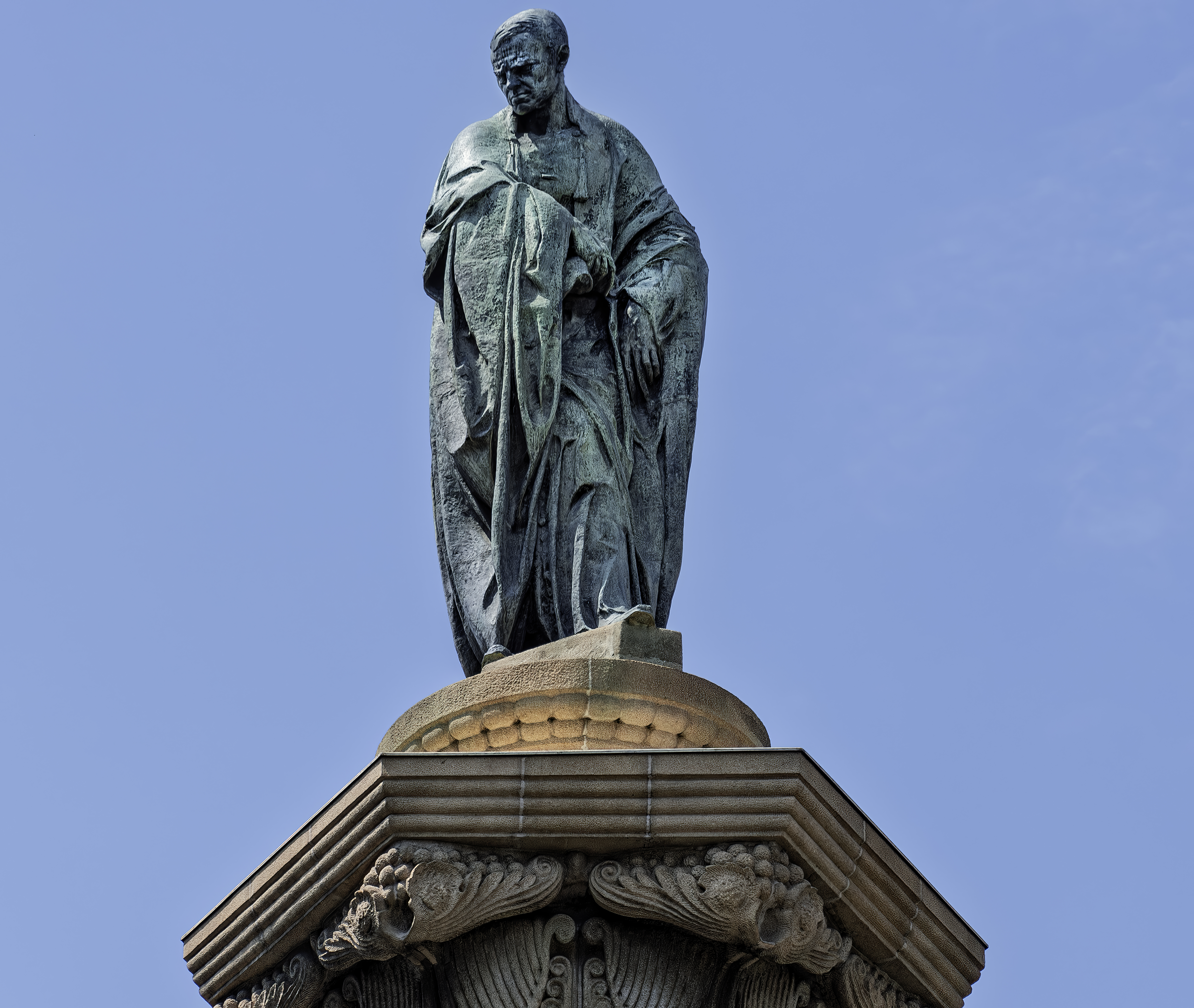
Скульптура Жасінта Вердагера роботи Жоана Борреля і Ніколау в Барселоні

Жуан Боррель-і-Ніколау (кат. Joan Borrell i Nicolau; 13 серпня 1888, Барселона — 26 квітня 1951, там само) — іспанський (каталонський) скульптор.
Син нотаріуса з Побла-де-Сегур. У віці 13 років переїхав жити до своєї бабусі по материнській лінії в Барселону, у будинок, де народився. Навчався в Ескола-де-Льоджа і часто відвідував майстерню Енріка Кларасо, а також майстерню братів Вальміджана. У 1908 році пройшла перша виставка робіт в Барселоні. Часто бував у Парижі. 
За своє життя створив понад триста творів, більшість з яких збірігаються у приватних колекціях в Барселоні, Мадриді і на Мальорці. Також твори зберігаються у Центрі мистецтв королеви Софії в Мадриді, Національному музеї мистецтва Каталонії (MNAC) в Барселоні та ін.